# فرودگاه شهری نیو اسمیرنا بیچ
 فرودگاه شهری نیو اسمیرنا بیچ (به انگلیسی: New Smyrna Beach Municipal Airport) (به زبان بومی: Jack Bolt Field) یک فرودگاه همگانی بهره‌برداری هوایی است که یک باند فرود آسفالت دارد و طول باند آن ۱۲۱۹ متر است. این فرودگاه در کشور ایالات متحده آمریکا قرار دارد و در ارتفاع ۳ متری از سطح دریا واقع شده است.